# Кудаев, Черим Карамурзович
Черим Карамурзович Куда́ев (кабард.-черк. Къудей Къарэмырзэ и къуэ Чэрим; 1909 — 2001) — советский политический деятель, председатель Президиума Верховного Совета Кабардинской АССР.

## Биография
- 1934 — окончил Ростовский строительный техникум и учёба в Промышленной Академии
- 1934 — 1937 — заведующий Отделом промышленности строительных материалов Исполнительного комитета Областного Совета Кабардино-Балкарской автономной области
- 1937 — 1940 — заместитель, 1-й заместитель народного комиссара местной промышленности Кабардино-Балкарской АССР
- 1941 — 1942 — начальник Управления при СНК Кабардино-Балкарской АССР
- 1.1942 — 1943 — заведующий Промышленно-транспортным отделом Кабардино-Балкарского областного комитета ВКП(б)
- 1944 — 4.1952 — председатель Президиума Верховного Совета Кабардинской АССР
- 1952 — 1959 — начальник Управления промышленности строительных материалов при СМ Кабардинской — Кабардино-Балкарской АССР
- 1959 — директор комбината «Искож» (Нальчик)

## Награды
- орден Ленина
- орден Красной Звезды
- Почётный гражданин г.Нальчика